# SOICO
SOICO株式会社（ソイコ、SOICO, Inc.）は、資本政策、株式報酬制度に関するコンサルティングサービスを提供する日本の株式会社。
「Equity Tech（エクイティ・テック）のチカラで企業をさらに強くする」をビジョンに、成長中のベンチャー・上場企業に向けて「最も効果的な資本政策を提案する」ことを目指している。

## 概要
2018年、上場企業として日本で初めて信託型ストック・オプションを発行したKLab株式会社のメンバーを中心とした、ストック・オプション専門のコンサルティング会社として設立された。KLab株式会社の創業者（現:取締役会長）である真田哲弥が取締役会長を兼任している。
信託型ストック・オプション（タイムカプセルストックオプション）をはじめとしたストック・オプション全般の設計・発行・運用サービスと、CFO業務専門のスキルシェアサービスである「シェアリングCFO」も運営している。
株式報酬制度では、上場企業を対象に制度設計・導入支援を行う「株式報酬制度パッケージ」を運営する。また、コーポレートガバナンス・コード改訂対応の支援や、指名報酬委員会の設置支援も行っている。
信託型ストック・オプションの設計から運用までワンストップの提供体制を整えていることに強みを持つ。また、「選択型株式報酬制度（SSP）」をはじめとした日本初となる株式報酬制度の設計も数多く掛けている。加えて、ストック・オプションの公正価値評価や株価算定を専門とする茄子評価株式会社と連携している。

## 沿革
- 2018年
  - 2月 - 東京都港区芝浦においてSOICO株式会社設立
  - 5月 - 東京都港区麻布十番に本社移転
- 2019年
  - 8月 -  株式会社フィスコとタイムカプセルストックオプション提供に関して業務提携[7]
  - 8月 - 南海不動産株式会社と業務提携[8]
- 2020年
  - 2月 - 「学生インターン生向けのストックオプション制度」を提供開始
  - 7月 - 「株式報酬制度パッケージ」を提供開始
  - 11月 - 「選択型株式報酬制度（SSP）」を提供開始[6]
  - 12月 - 藍澤證券株式会社と「M&A対応型ストックオプション利用契約」を共同開発
- 2021年
  - 3月 - 株式会社フィスコ・コンサルティングと株式報酬制度パッケージに関して業務提携
  - 5月 - 「ベンチャー役員報酬データベース」を提供開始
  - 5月 - 女性社外役員紹介サービス「JOTORY（ジョトリー）」を提供開始
  - 8月 - Decillion Capital株式会社と業務提携[9]
- 2022年
  - 1月 - 東京都港区西麻布に本社移転
  - 1月 - 「CFOパッケージ」を提供開始
  - 4月 - 株式会社No.1と業務提携
  - 9月 - M&A DX株式会社とM&A対応型ストックオプション契約展開に関して業務提携
  - 9月 - 株式会社IFA Leadingと業務提携

## 関連企業
- 茄子評価株式会社